# Luis Vallejo Rodríguez
Luis Vallejo Rodríguez es un escritor español autor de varios libros de naturismo.
Nació en Canarias el 16 de octubre de 1944, y fue profesor de instituto. Además ha escrito obras de teatro, y es fundador y presidente de la asociación vegetariana canaria .
Actualmente reside en Barcelona, y es firme defensor del veganismo como forma de mejorar nuestra salud y respeto a los animales.

## Libros
- La curación del cáncer por limpieza del intestino grueso
- Alimentación y éxito escolar
- El cáncer y los intereses creados
- El Quijote de los Animales (Libro de temática animalista)